# Lijst van Deense ministers van Justitie

## Ministers van Justitie van Denemarken (1982–heden)
| Minister van Defensie | Minister van Defensie | Minister van Defensie          | Ambtstermijn      | Ambtstermijn      | Partij(en)                       | Premier(s)                          | Kabinet(en)         |
| --------------------- | --------------------- | ------------------------------ | ----------------- | ----------------- | -------------------------------- | ----------------------------------- | ------------------- |
|                       |                       | Erik Ninn -Hansen (1922–2014)  | 10 september 1982 | 10 januari 1989   | DKF                              | Poul Schlüter (1982–1993)           | Schlüter I          |
| Schlüter II           |                       | Erik Ninn -Hansen (1922–2014)  | 10 september 1982 | 10 januari 1989   | DKF                              | Poul Schlüter (1982–1993)           |                     |
| Schlüter III          |                       | Erik Ninn -Hansen (1922–2014)  | 10 september 1982 | 10 januari 1989   | DKF                              | Poul Schlüter (1982–1993)           |                     |
|                       |                       | Hans Peter Clausen (1928–1998) | 10 januari 1989   | 5 oktober 1989    | DKF                              | Poul Schlüter (1982–1993)           |                     |
|                       |                       | Hans Engell (1948)             | 5 oktober 1989    | 25 januari 1993   | DKF                              | Poul Schlüter (1982–1993)           |                     |
| DKF                   | Schlüter IV           | Hans Engell (1948)             | 5 oktober 1989    | 25 januari 1993   |                                  | Poul Schlüter (1982–1993)           |                     |
|                       |                       | Pia Gjellerup (1959)           | 25 januari 1993   | 30 maart 1993     | SD                               | Poul Nyrup Rasmussen (1993–2001)    | P.N. Rasmussen I    |
|                       |                       | Erling Olsen (1927–2011)       | 30 maart 1993     | 28 september 1994 | SD                               | Poul Nyrup Rasmussen (1993–2001)    | P.N. Rasmussen I    |
|                       |                       | Bjørn Westh (1944)             | 28 september 1994 | 30 december 1996  | SD                               | Poul Nyrup Rasmussen (1993–2001)    | P.N. Rasmussen II   |
|                       | Frank Jensen          | Frank Jensen (1961)            | 30 december 1996  | 27 november 2001  | SD                               | Poul Nyrup Rasmussen (1993–2001)    | P.N. Rasmussen III  |
| P.N. Rasmussen IV     | Frank Jensen          | Frank Jensen (1961)            | 30 december 1996  | 27 november 2001  | SD                               | Poul Nyrup Rasmussen (1993–2001)    |                     |
|                       | Lene Espersen         | Lene Espersen (1965)           | 27 november 2001  | 10 september 2008 | DKF                              | Anders Fogh Rasmussen (2001–2009)   | A.F. Rasmussen I    |
| A.F. Rasmussen II     | Lene Espersen         | Lene Espersen (1965)           | 27 november 2001  | 10 september 2008 | DKF                              | Anders Fogh Rasmussen (2001–2009)   |                     |
| A.F. Rasmussen III    | Lene Espersen         | Lene Espersen (1965)           | 27 november 2001  | 10 september 2008 | DKF                              | Anders Fogh Rasmussen (2001–2009)   |                     |
|                       | Brian Mikkelsen       | Brian Mikkelsen (1966)         | 10 september 2008 | 23 februari 2010  | DKF                              | Anders Fogh Rasmussen (2001–2009)   |                     |
| DKF                   | Brian Mikkelsen       | Brian Mikkelsen (1966)         | 10 september 2008 | 23 februari 2010  | Lars Løkke Rasmussen (2009–2011) | L.L. Rasmussen I                    |                     |
|                       | Lars Barfoed          | Lars Barfoed (1957)            | 23 februari 2010  | 3 oktober 2011    | Lars Løkke Rasmussen (2009–2011) | L.L. Rasmussen I                    | DKF                 |
|                       | Morten Bødskov        | Morten Bødskov (1970)          | 3 oktober 2011    | 13 december 2013  | SD                               | Helle Thorning- Schmidt (2011–2015) | Thorning- Schmidt I |
|                       | Karen Hækkerup        | Karen Hækkerup (1974)          | 13 december 2013  | 10 oktober 2014   | SD                               | Helle Thorning- Schmidt (2011–2015) | Thorning- Schmidt I |
| SD                    | Karen Hækkerup        | Karen Hækkerup (1974)          | 13 december 2013  | 10 oktober 2014   | Thorning- Schmidt II             | Helle Thorning- Schmidt (2011–2015) |                     |
|                       | Mette Frederiksen     | Mette Frederiksen (1977)       | 10 oktober 2014   | 28 juni 2015      | Thorning- Schmidt II             | Helle Thorning- Schmidt (2011–2015) | SD                  |
|                       | Søren Pind            | Søren Pind (1969)              | 28 juni 2015      | 28 november 2016  | VDL                              | Lars Løkke Rasmussen (2015–2019)    | L.L. Rasmussen II   |
|                       | Søren Pape Poulsen    | Søren Pape Poulsen (1971–2024) | 28 november 2016  | 27 juni 2019      | DKF                              | Lars Løkke Rasmussen (2015–2019)    | L.L. Rasmussen III  |
|                       | Nick Hækkerup         | Nick Hækkerup (1968)           | 27 juni 2019      | 2 mei 2022        | SD                               | Mette Frederiksen (2019–heden)      | Frederiksen I       |
|                       | Mattias Tesfaye       | Mattias Tesfaye (1981)         | 2 mei 2022        | 15 december 2022  | SD                               | Mette Frederiksen (2019–heden)      | Frederiksen I       |
|                       |                       | Peter Hummelgaard (1983)       | 15 december 2022  | heden             | SD                               | Mette Frederiksen (2019–heden)      | Frederiksen II      |